# Adrián López Rodríguez
Adrián López Rodríguez (ur. 25 lutego 1987 w As Pontes) – hiszpański piłkarz występujący na pozycji obrońcy w Aarhus GF.